# Numeri fidanzati
I numeri fidanzati o numeri quasi-amicabili sono le coppie di numeri tali che la somma dei divisori propri diversi da 1 di ciascuno di essi è uguale al valore dell'altro numero. In altri termini, {\displaystyle m} e {\displaystyle n} sono numeri fidanzati se {\displaystyle s(m)=n+1} e {\displaystyle s(n)=m+1}, dove {\displaystyle s(n)} è la somma dei divisori propri di {\displaystyle n}, escluso dunque il numero {\displaystyle n} stesso. Una condizione equivalente è che {\displaystyle \sigma (m)=\sigma (n)=m+n+1}, dove {\displaystyle \sigma (n)} è la funzione somma di tutti i divisori di n, comprensivi quindi del divisore {\displaystyle 1} e di {\displaystyle n} stesso.
Le prime coppie di numeri fidanzati sono: (48, 75), (140, 195), (1050, 1925), (1575, 1648), (2024, 2295), (5775, 6128).
Nel caso di 48 e 75, noti anche come "Promessi sposi", abbiamo che la somma dei divisori propri diversi da 1 di 48 è  2 + 3 + 4 + 6 + 8 + 12 + 16 + 24 = 75, mentre quella per 75 è 3 + 5 + 15 + 25 = 48.
Tutte le coppie note di numeri fidanzati hanno parità opposta: i valori di un'eventuale coppia della stessa parità sono maggiori di 1010.